# Marina Blagojević
Marina Blagojević (transliteración del cirílico serbio Марина Благојевић (también, Marina Šijaković-Blagojević y Marina Blagojević Hughson) (1958-7 de junio de 2020) fue una socióloga serbia, estudiosa de género, experta de género, y feminista.

## Biografía
Recibió su educación en la Universidad de Belgrado (B.A, 1982; M.Sc. 1989; Ph.D. 1990). En 1990, junto con Vesna Gojkovic, Maja Korac, Andjelka Milic, Zarana Papic, y Lina Vuskovic, Blagojević fundaron Zenska Stranka (ZEST; "el partido de las mujeres"). En 1991, junto con otros miembros mujeres del grupo de "activistas feministas y socias", Blagojević cofundaron y sirvió en el primer Consejo del Centro de Estudio de las Mujeres en Belgrado, Yugoslavia. De 1994 a 1998, fue iniciadora y organizadora de la primera conferencia feminista en países postcomunistas (organizados por el centro de Estudio de las mujeres, Belgrado); en 1998, fue iniciadora y organizadora del primer Foro de ONG en Serbia (organizado por Fundación de Centro Democrático).
Fue presidenta de la Asociación Sociológica de Serbia,  es una científica consejera en el Instituto de Criminología y Búsqueda Sociológica en Belgrado, así como directora en Altera MB en Género y Etnicidad en Budapest, Hungría. Ha enseñado en la Universidad de Sarajevo y Universidad europea Central, y en 2014, profesora visitante en la Universidad de Graz. Su trabajo como experta de género internacional ha sido a través de varias organizaciones, como la Comisión europea, Eurocámara, Programa de Desarrollo de las Naciones Unidas, Mujeres de ONU, Programa de Desarrollo de las Naciones Unidas, Sida, y el Fondo Internacional para Desarrollo Agrícola. Ha publicado más de 100 artículos académicos y 20 publicaciones expertas.
Estaba casada con John Hughson, profesor de deporte y director y Estudios Culturales del Instituto de Fútbol Internacional en la Universidad Central Lancashire, Reino Unido.

## Algunas publicaciones
- 2015. Rethinking Transnational Men: Beyond, Between and Within Nations. V. 12 de Routledge advances in feminist studies and intersectionality. Eds. Jeff Hearn, Marina Blagojević, Katherine Harrison. Reimpreso de Routledge, 252 p. ISBN 113895280X, ISBN 9781138952805

- 2009. producción de Conocimiento en la semiperiferia : una perspectiva de género

- 1998. Ka vidljivoj ženskoj istoriji: ženski pokret u Beogradu 90-ih (Hacia historia de las mujeres visibles: el movimiento de mujeres en Belgrado 90). Publicó Centar za ženske studije, istraživanja i komunikaciju, 367 p.

- 1995. Društvene promene i svakodnevni život: Srbija početkom devedesetih (Los cambios sociales y la vida cotidiana: Serbia a principios de los años noventa) Con Silvano Bolčić, Sreten Vujović, Mladen Lazić, Andjelka Milić, Smiljka Tomanović-Mihajlović. Publicó Institut za sociološka istraživanja Filozofskog fakulteta u Beogradu, 260 p. ISBN 8680269182, ISBN 9788680269184